# 御定淵鑑類函
《御定淵鑑類函》通稱《淵鑑類函》，由張英、王士禛、王掞等人所編撰的類書，凡四百五十卷。康熙四十年進表，並錄有其他參與者如蔡升元等138名職名表。

## 歷史沿革
類函是類書之別名，如明代俞安期編《唐類函》。《淵鑑類函》即以《唐类函》为蓝本。体例上又综合《艺文类聚》、《初学记》、《太平御览》、《潜确类书》、《天中记》、《事词类奇》、《山堂肆考》等17部類書。又徵引二十一史、子部、集部和雜書中的材料。并加“原”、“增”字以示区别，亦即凡《唐类函》原有之文字，在前面夾註“原”字；新增續補的引證部分則註以“增”字。《唐类函》一书只选唐以前的典故而不及唐代之后，《淵鑑類函》则博采初唐至明嘉靖年间止。《初學記》有引文重複的困擾，《淵鑑類函》則透過按語的方式消弭重複。《淵鑑類函》幾與《古今圖書集成》同時编修，但前者名氣明顯遠不如後者，流傳亦不廣。四库馆臣对《淵鑑類函》高度评价：“盖自有类书以来，如百川之归巨海，九金之萃鸿钧矣。与《佩文韵府》、《骈字类编》皆亘古所无之巨制，不数宋之四大书也”。

## 内容編排
《淵鑑類函》有45部，内容有天部、岁时部、地部、帝王部、后妃部、储宫部、帝戚部、设官部、封爵部、政术部、礼仪部、乐部、文学部、武功部、边塞部、人部、释教部、道部、灵异部、方术部、巧艺部、京邑部、州郡部、居处部、产业部、火部、珍宝部、布帛部、仪饰部、服饰部、器物部、舟部、食物部、五谷部、药部、菜蔬部、果部、花部、草部、木部、鸟部、兽部、鳞介部、虫部等。部以下再分子目，共計2,536個子目。目下分為5欄編排，即（一）釋名、總論、沿革、緣起；（二）典故；（三）對偶；（四）摘句；（五）詩文。

## 版本
《淵鑑類函》卷數不及《太平御览》二分之一，但由於每卷篇幅大增，实际字數則遠勝之。有康熙四十九年（1710年）内府刻本；清古香齋巾箱本；清光緒九年（1883年）點石齋影印原本；清上海同文書局影印本；民56年（1967年）臺北新興書局影印本。

## 參與編纂人員
- 總裁：張英、王士禛、王掞、張榕端
- 分纂：徐秉義、李錄予、孫岳頒、胡會恩、吳涵、許汝霖、顧祖榮、王九齡、曹鑑倫、陳論、張廷瓚、史夔、沈朝初、彭會淇、陳元龍、徐元正、張廷樞、楊大鶴、張豫章、汪灝、彭寧求、王之樞、宋大業、陸肯堂、張希良、胡作梅、許嗣隆、方韓、沈辰垣、李孚青、劉坤、宋敏求、張明先、查嗣韓、查昇、凌紹雯、湯右曾、彭始摶、戴有祺、吳昺、張瑗、楊中訥、王奕清、胡任輿、顧悅履
- 校勘官：蔡升元、楊瑄、查昇、陳壯履、勵廷儀、錢名世、汪士鋐、蔣廷錫、張廷玉、汪灝、查慎行、陳邦彥、賈國維、趙熊詔、王圖炳
- 校錄官：沈涵、潘宗洛、年羹堯、梅之珩、熊葦、潘應賓、張復、黃龍眉、胡潤、張德桂、鄒士璁、周起渭、黃叔琳、汪漋、許賀來、高其倬、戴紱、陳璋、宋如辰、蔡珽、姚士藟、吳垣、余正健、潘從律、王景曾、李鳳翥、徐日晅、鄭際泰、鄭崑瑛、宋衡、孫勷、史申義、王懿、吳世燾、張曾慶、周道新、張大有、陳允恭、管灝、王式丹、張逸少、楊顒、岳度、叢澍、陳恂、陳至言、朱啟昆、王誥、孔尚先、李紹周、李林、李周望、嚴宗溥、楊尤奇、方辰、查嗣瑮、史貽直、劉師恕、季愈、蔣肇、廖賡謨、薄有德、陳世倌、劉巗、俞梅、楊萬里、趙申季
- 收掌官：吳科、王宏佐、羅復晉、吳世禎

## 參閲
- 百科全書

## 外部連結
- 御定淵鑑類函目錄卷一~目錄卷四 第7頁 (圖書館) （页面存档备份，存于）
- 日本国立国会図書館デジタルコレクション 唐類函 200巻
- 日本国立国会図書館デジタルコレクション 淵鑑類函 450巻